# Лиша (Португалия)
Ли́ша (порт. Lixa) — португальский город в муниципалитете Фелгейраш. По состоянию на 2004 год в городе проживало около 4233 жителей. Состоит из 4 округов. Общая площадь города 12,58 км2.
Экономическая деятельность состоит из торговли (мебелью и обувью), сельского хозяйства (выращиваются кукуруза, рожь, бобы, картофель, лук, различные фрукты и мёд; в животноводстве преобладают крупный рогатый скот, козы, свиньи и птицеводство; существует несколько молочных заводов), ремёсел (вышивки, вязания) и обувной промышленности.